# Hemiargus teste
Hemiargus teste är en fjärilsart som beskrevs av George Thomas Bethune-Baker. Hemiargus teste ingår i släktet Hemiargus och familjen juvelvingar. Inga underarter finns listade i Catalogue of Life.